# Ablegemanöver
Ein Ablegemanöver ist ein Manöver, bei dem ein Wasserfahrzeug seinen Liegeplatz verlässt. Der Begriff wird sowohl in Häfen als auch während des Schleusens verwendet und beschreibt das dem Auslaufen vorangehende Manöver.

## Seeschiffe

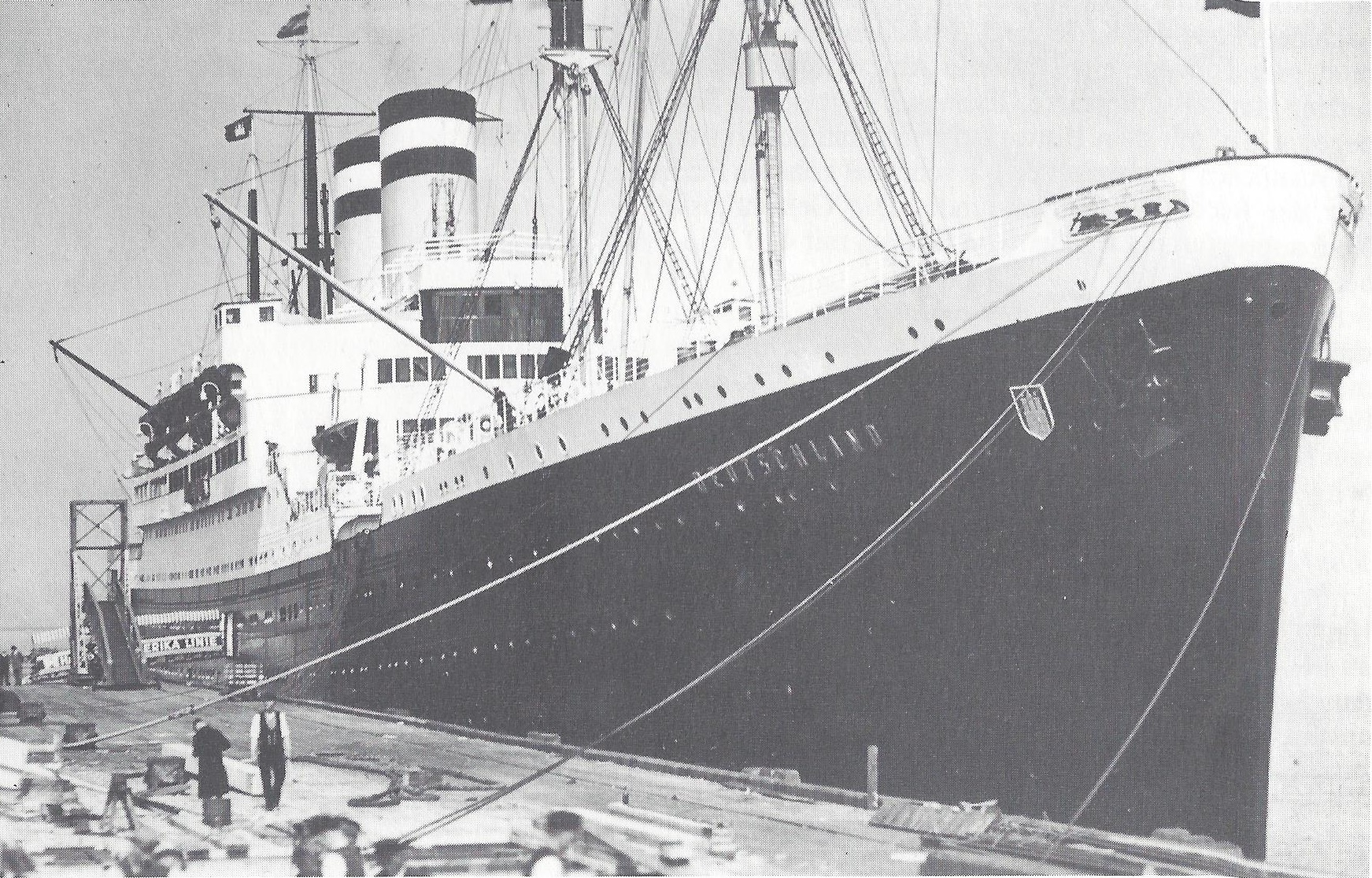
Hochseeschiff am Pier

Wie beim Anlegemanöver wird das Ablegen vom Pier bei Seeschiffen vom Kapitän unter Beratung des Hafenlotsen und der Mitarbeit von Schiffsbefestigern und Schleppern durchgeführt.

## Binnenschiffe
Binnenschiffe legen von den Anlegestellen selber ab, vielleicht noch mit Hilfe von Schiffsbefestigern, die an Land sind. Dabei spielt auch das Bugstrahlruder, womit das Schiff seitwärts bewegt werden kann, eine wichtige Rolle.

## Sportboote

### Ablegen unter Motor

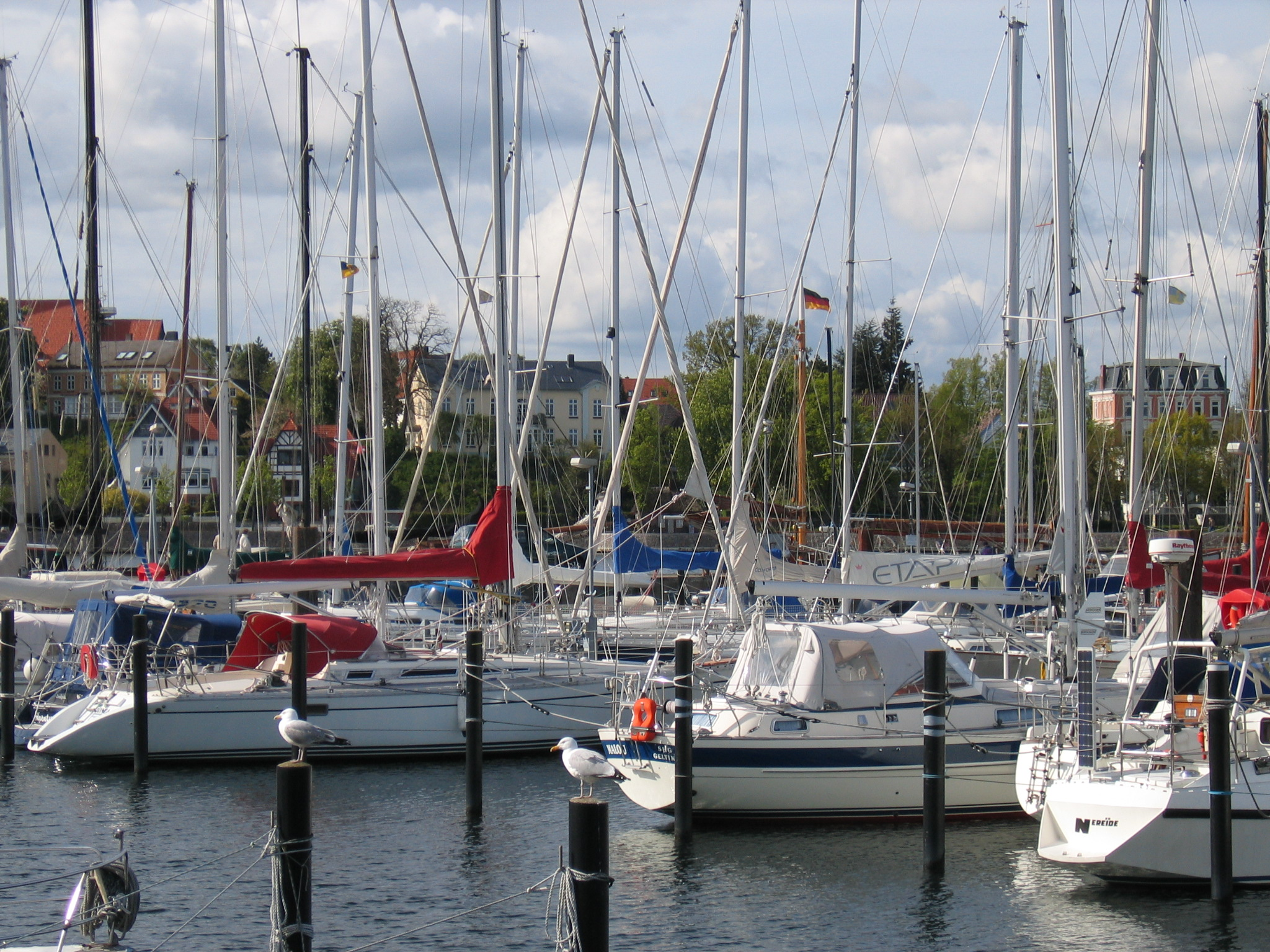
Segelboote in Stegboxen

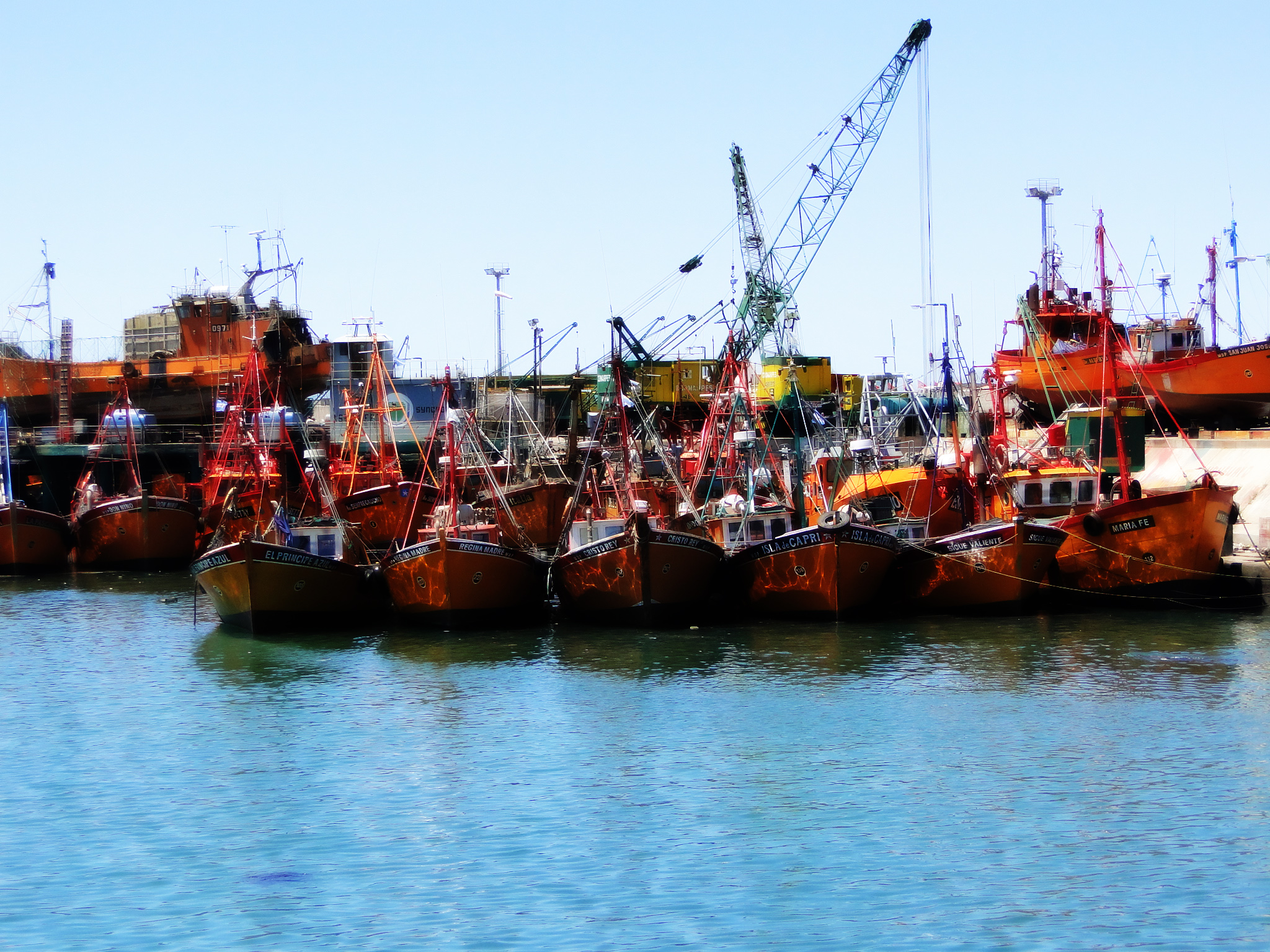
Fischerboote im Päckchen

Ablegemanöver von Sportbooten können von einer Boje, einem Steg, aus einer Stegbox oder vom „Päckchen“ (mehrere Boote liegen nebeneinander, wenn am Steg zu wenig Platz ist) sein. Je nach dem ist ein anderes Vorgehen angezeigt.
Ablegen von einer Boje oder in der Schleuse unter Motor erfordert keine speziellen Manöver. Es müssen nur die Festmacherleinen gelöst werden.
Wenn das Boot am Steg liegt, also parallel zum Steg, dann ist es vorne (Bug) und achtern (Heck) mit Leinen belegt. Ablegemanöver müssen nun situationsabhängig geplant, besprochen, vorbereitet und durchgeführt werden. Die Windrichtung, die Strömung und das Drehmoment (siehe auch: Radeffekt) des Propellers (Motor) muss beachtet werden. Ist der Wind auflandig, wird zuerst die Heckleine gelöst und das Heck vom Steg weggedreht. Anschließend wird die Bugleine gelöst und das Boot gerade gestellt, sodass es vorwärts wegfahren kann. Bei ablandigem Wind ist es umgekehrt: Zuerst wird die Bugleine gelöst, der Bug vom Steg abgedreht und dann die Heckleine losgemacht.
Beim Verlassen einer Stegbox werden die beiden Bugleinen und eine Achterleine gelöst. Das Boot fährt rückwärts und ist immer noch mit einer Achterleine gesichert an dem Pfahl, um den herum das Boot in die gewünschte Fahrtrichtung dreht. Dann wird auch diese Leine gelöst und das Boot kann losfahren.
Beim Ablegen aus dem Päckchen werden beim eigenen Boot Bug- und Heckleine gelöst, bei den äußeren Nachbarbooten werden je nach Situation die Bugleinen oder die Achterleinen gelöst. Eine Brustleine vom äußeren Nachbarn wird hinten um das eigene Boot geführt, um später die beiden neuen Nachbarn zu verbinden. Das weitere Vorgehen: Die Spring- und Brustleinen zum Außen- und Innenboot loswerfen; langsam voraus fahren; die verbleibenden Boote machen die Vor- oder Achterleinen sowie Spring- und Brustleinen wieder fest.
Häufig werden die Ablegemanöver, vor allem bei wenig verfügbarem Raum und ungünstigen Wind- und Strombedingungen, durch Eindampfen in eine Festmacherleine durchgeführt. Bei all diesen Manövern müssen auch die Fender beachtet werden.

### Ablegen unter Segeln
Beim Ablegen unter Segeln sind je nach Windrichtung unterschiedliche Manöver sinnvoll. Am einfachsten ist auch hier das Ablegen von der Boje. Je nach Situation und Windrichtung werden unterschiedliche Segel gesetzt. Am schwierigsten ist das Ablegemanöver bei auflandigem Wind. Da werden die Segel nur angeschlagen und erst während des Manövers gesetzt. Auch hier kann es nötig sein, das Segelboot mit Hilfe von Festmacherleinen zu drehen.